# HRP-4C

HRP-4C виконує пісню

HRP-4C — японський людиноподібний робот, що є втілення середньостатистичної молодої жінки 19-29 років. Створений в Японському національному інституті наук і технологій (AIST) спільно з Kawada Industries та Kokoro Co. Ltd., перша його презентація відбулась у 2009 році. Важить HRP-4C (разом з батареями) 43 кг, а її зріст становить 158 см. Була протестована як модель на подіумі, та як поп-співачка. Робота оснащено великою кількістю моторів, які забезпечують ходу і рух руками. Окрім того, вона розуміє людську мову і сама підтримує розмову, а завдяки вживленим під «шкіру» обличчя і шиї мікромоторчикам HRP-4C вміє демонструвати різні вирази людських почуттів.